# Christian Jørgensen
Christian Moberg Jørgensen (* 13. November 1987 in Odder) ist ein ehemaliger dänischer Radrennfahrer und aktuell Sportlicher Leiter eines Radsportteams.

## Werdegang
Christian Jørgensen begann seine internationale Karriere 2008 bei dem dänischen UCI Continental Team Odense Energi. In der Saison 2009 gewann er die Auftaktetappe bei der Boucle de l’Artois in Bapaume, was der einzige zählbare Erfolg seiner Karriere blieb. Bis 2019 fuhr er für verschiedene dänische UCI Continental Teams, zuletzt dür das Team ColoQuick.
Nach seinem Karriereende wurde er 2020 in die Sportliche Leitung von ColoQuick übernommen, seit der Saison 2021 ist er der hauptamtliche Sportliche Leiter des Teams.

## Erfolge
2009
- eine Etappe La Boucle de l’Artois